# المعرث (أفلح الشام)

تعديل مصدري - تعديل

المُعرث قريةمن   قرى عزلة بني حربي بمديرية أفلح الشام التابعة لمحافظة حجة، بلغ تعداد سكانها 887 نسمة حسب تعداد اليمن لعام 2004.